# 24 de febrer
El 24 de febrer és el cinquanta-cinquè dia de l'any del calendari gregorià. Queden 310 dies per a finalitzar l'any i 311 en els anys de traspàs.

## Esdeveniments
Països Catalans
- 1462 - Barcelona: Complot de Sant Maties.
- 1937 - Palma: Les autoritats franquistes afusellen a la tàpia del cementiri els republicans mallorquins Emili Darder, aleshores batle de la ciutat de Palma, Antoni Maria Ques Ventanyol, Alexandre Jaume Rosselló, aleshores diputats, i Antoni Mateu Ferrer aleshores batle d'Inca.
- 1979 - Girona: Es publica el primer número del Punt Diari.[1]

Resta del món
- 1895 - Província d'Oriente, Cuba: Grito de Baire, alçament armat que inicia la Guerra del 95.
- 1956 - L'Havana, Cuba: Es funda el DIrectori Revolucionari Estudiantil, organització armada que tindrà un paper actiu en la Revolució Cubana.[2]

## Naixements
Països Catalans
- 1815 - Cameles, Rosselló: Andreu Toront, inventor de la tenora moderna.
- 1881 - Barcelona: Adelaida Ferré Gomis, folklorista, puntaire, mestra i historiadora barcelonina (m. 1955).[3]
- 1888 - Barcelona: Josep Mompou i Dencausse, pintor català.
- 1901 - Terrassa: Rosa Puig i Llonch, compositora, pianista, professora (m.1999).[4]
- 1947 - Barcelona: Margarida Minguillón i Aran, actriu de teatre, cinema, televisió i doblatge.[5]
- 1952 - Barcelona: Immaculada Cabeceran Soler, futbolista catalana, pionera del futbol femení a Catalunya (m. 2018).[6]
- 1953 - Barcelona: Lina Badimon Maestro, fisiòloga catalana, experta en recerca cardiovascular.[7]
- 1971 - Barcelona, Barcelonès: Pedro Martínez de la Rosa, pilot d'automobilisme català.
- 1976 - Barcelona: Cristina Villanueva Ramos, periodista i presentadora de televisió catalana.

Resta del món
- 1304 - Tànger, Marroc: Ibn Battuta, viatger, explorador i ulema amazic (m. c. 1369).
- 1403 - Castella: Maria d'Aragó, princesa d'Aragó i reina consort de Castella (m. 1445).[8]
- 1463 - Ferrara, Itàlia: Pico della Mirandola, humanista i pensador italià (m. 1494).
- 1619 - París, França: Charles Le Brun, pintor francès (m. 1690).
- 1758 - Parma, Itàlia: Margherita Dall'Aglio, tipògrafa i empresària, dona de Giambattista Bodoni, publicà el Manuale tipografico.[9]
- 1786 - Hanau, Hessen: Wilhelm Grimm, escriptor i antropòleg alemany, el menor dels germans Grimm (m. 1859).
- 1830 - Praga: Karolina Světlá, escriptora txeca que formà part dels Májovci (m. 1899).
- 1831 - Berlín, Regne de Prússia, Confederació Alemanya: Leo von Caprivi, general alemany, 2n Canceller d'Alemanya.[10]
- 1836 - Boston, Massachusetts, EUA: Winslow Homer, pintor paisatgista i gravador estatunidenc.
- 1837 - Santiago de Compostel·la, Galícia: Rosalía de Castro, poetessa i novel·lista gallega en llengua gallega i castellana.[11]
- 1843 - Niles, EUA: William McKinley, advocat, 24è president dels Estats Units.
- 1853 - Uherska Skalice, Eslovàquia: Milan Lichard, compositor eslovac.
- 1871 - Bítola: Sevasti Qiriazi, mestra i activista albanesa, pionera de l'educació femenina.[12]
- 1907 - East London, Sud-àfrìca: Marjorie Courtenay-Latimer, naturalista i conservadora de museu, descobridora del celacant (m. 2004).[13]
- 1922 - Londres, Anglaterra: Richard Hamilton, pintor, gravador i fotògraf anglès.
- 1925 - Beirut, Líban francès: Etel Adnan, poeta, assagista i artista visual libanesa.[14]
- 1927 - Cheniménil, Vosges, França: Emmanuelle Riva, actriu de cinema i de teatre i poeta francesa (m. 2017).[15]
- 1932 - El Caire, Egipte: Alan Deyermond, hispanista britànic (m. 2009).
- 1934 - Savona, Itàlia: Renata Scotto, soprano i directora italiana.[16]
- 1940 - Nàpols: Maria Gabriela d'Itàlia, princesa d'Itàlia de la Casa de Savoia.
- 1942 - Calcuta, Índia: Gayatri Chakravorty Spivak, crítica literària i teòrica de la literatura, professora a la Universitat de Colúmbia.
- 1943 - Guayaquil: Violeta Luna, poeta, narradora, crítica literària, assagista i catedràtica equatoriana
- 1944 - Milwaukee, EUA: David Wineland, físic estatunidenc.
- 1951 - Kārsava, Letònia: Laimdota Straujuma, política, física, matemàtica i economista letona, que ha estat Primera Ministra.
- 1953 - Bait Hanun, Palestina: Salah Shehadeh, líder de Hamàs (m. 2002).[17]
- 1955 - San Francisco, EUA: Steve Jobs, empresari i informàtic estatunidenc.
- 1956 - Cleveland, EUA: Judith Butler, acadèmica, pensadora i feminista estatunidenca.[18]
- 1961 - Bergen, Noruega: Erna Solberg, política, sociòloga, politòloga, estadista i economista noruega.
- 1965 - Còrdova, Argentina: Gabriela González, científica especialitzada en física.[19]
- 1967 - Missoula, EUA: Brian Schmidt, astrofísic estatunidenc.
- 1976 - 
  - Qiryat Atta, Israel Yuval Harari, escriptor israelià.
  - Amsterdam: Paulien Cornelisse, comedianta i escriptora neerlandesa.[20]
- 1985 - Braintree, EUA: Priscilla Chan, pediatra i filantropa estatunidenca.

## Necrològiques
Països Catalans
- 1863 - Barcelona. Barcelonès: Joan Calvet i Taulé, compositor, professor de música i organista català (n. 1832).[21]
- 1874 - Barcelona, Barcelonès: Josep Anselm Clavé i Camps, músic i polític català, fundador dels Cors de Clavé.
- 1915 - Cabrils: Emília Carles i Tolrà, empresària i mecenes, primera marquesa de Castellar del Vallès (n. 1848).[22]
- 1937 - Palma, Mallorca: Emili Darder i Cànaves, polític mallorquí, batle de Palma afusellat pel franquisme.
- 1938 - Viladecans: Emerenciana Wehrle, contralt i professora de cant, directora del cor de noies de l'Orfeó Català. (n. 1861).[23]
- 1950 - Barcelona: Manuel Sabaté i Llopart, anarcosindicalista català (n. 1927).[24]
- 1961 - Caracas, Veneçuela: Pascual Pla y Beltrán, poeta valencià en llengua castellana (n. 1908).
- 1969 - Barcelona: Maria Novell i Picó, professora, bibliotecària i escriptora (n. 1914).[25]
- 2001 - Barcelona: Josep Maria Bardagí i Freixas, músic, compositor i intèrpret relacionat amb diversos intèrprets de la Nova Cançó (n. 1950).[26]
- 2011 - Barcelona: Carmina Pleyan i Cerdà, lingüista catalana (n. 1917).[27]
- 2014 - Barcelona: Joan Vergés i Calduch, poeta català.

Resta del món

- 1734 - París: Marie-Jeanne L'Héritier de Villandon, novel·lista francesa, poeta, autora de contes de fades, salonnière i editora de premsa.[28]
- 1810 - Londres, Anglaterra: Henry Cavendish, físic i químic britànic.
- 1856 - Kazan, Imperi Rus: Nikolai Lobatxevski, matemàtic rus considerat el pare de les geometries no euclidianes.[29]
- 1925:
  - Møre og Romsdal, Noruega: Oskar Emil Schiøtz, físic i geòleg noruec.
  - Estocolm, Suècia: Hjalmar Branting, polític suec, Primer Ministre de Suècia.
- 1941, Hamburg: Dörte Helm, artista alemanya, membre de la Bauhaus (n. 1898).[30]
- 1975, Larbatache, Algèria: Joan Bodon, escriptor occità (n. 1920).[31]
- 1967 - Los Angeles, EUA: Franz Waxman, compositor alemany.
- 1985 - Sonoma, EUA: Marguerite Wildenhain, ceramista i professora estatunidenca.
- 1993 - Londres, Anglaterra: Bobby Moore, futbolista anglès.
- 2006 - Lake Forest Park, Washington, EUA: Octavia Butler, destacada escriptora afroamericana de ciència-ficció feminista (n. 1947).[32]
- 2020:
  - Katherine Johnson, física i matemàtica estatunidenca.[33]
  - Mario Bunge, físic i humanista argentí.[34]

## Festes i commemoracions
- Mèxic: Dia de la bandera.
- Romania i República de Moldàvia: Dragobete, dia dels enamorats.
- 2009 - Dimarts de Carnaval.
- Santoral[35]

Església Catòlica
Sants al Martirologi romà (2011)
- Eveci de Nicomèdia, màrtir (303)
- Modest de Trèveris, bisbe (486)
- Etelbert de Kent, rei (616).
- sant Maties apòstol (fins al 1969)
- Sants Montà, Luci, Flavià i companys màrtirs de Cartago (260);

Beats al Martirologi
- Constanzio Servoli de Fabriano, dominic (1481);
- Marco de' Marconi, monjo (1510);
- Tommaso Maria Fusco, prevere fundador de la Companyia de l'Apostolat Catòlic de la Preciosíssima Sang (1891);
- Josepa Naval i Girbés, laica (1893);
- Florentina Nicol Goñi, fundadora de les Germanes Dominiques del Santíssim Rosari (1940).

Sants que no figuren al Martirologi 
- Pere Palatí de Nicomèdia, màrtir (303);
- Modest d'Agde, monjo (303);
- Sergi de Capadòcia, monjo i màrtir (304);
- Primitiva de Roma, màrtir;
- Pretextat d'Apt, bisbe (s. V);
- Lethard de Senlis, bisbe;
- Pretextat de Rouen, bisbe màrtir (586);
- Gorgar de Crozon, eremita (s. VI);
- Gorvez de Bégard, rector (s. VI-VII);
- Cummain Ailbe, abat d'Ilona (669);
- Betó de Saint-Colombé, bisbe d'Auxerre (918);
- Adela d'Anglaterra, comtessa de Blois i princesa (1137);

Beats que no figuren al Martirologi 
- Ida de Hohenfels, monja (s. XII).
- Venerables: Eunice de Listra, mare; Irmengarda de Baden, monja (1260); Paul van Moll, benedictí (1896); Franz Stock, prevere (1948).
- Venerats a l'Orde de la Mercè: beat Arnau de Carcassona (1250).

Església Copta
- 17 Meixir: Mina d'Akhmim, monjo màrtir (segle vii).

Església Apostòlica Armènia
- 5 Mehec: Blai de Sebaste, bisbe màrtir (316); Zòsim de Siracusa, bisbe (662).

Església Ortodoxa (segons el calendari julià)
- Se celebren els corresponents al 8 de març del calendari gregorià.

Església Ortodoxa (segons el calendari gregorià)
Corresponen als sants de l'11 de febrer del calendari julià.
- Sants: Zacaries, sacerdot i pare de Joan el Baptista;
- Blai de Sebaste, bisbe màrtir (316);
- Luci d'Adrianòpolis, màrtir (348);
- Teodora, emperadriu consort de l'Imperi Romà d'Orient (867);
- Vsèvolod de Pskov, príncep (1138);
- Demetri de Priluki, monjo (1392);
- Jordi de Sofia el Jove, màrtir (1515);
- Porfiri, monjo i Foll per Crist;
- Simó de Xanghai, bisbe.

Església Ortodoxa Grega
- Sants: Jordi de Sèrbia, abat.

Esglésies luteranes
- Maties apòstol (s. I) (Església Evangèlica d'Alemanya, Capítol de Missouri de l'Església Luterana)
- Johann Christoph Blumhardt, pastor (1880) (Església Evangèlica d'Alemanya).

Anglicanisme
- Sant Maties apòstol.